# Zentagunaras
Zentagunaras (szerbül Ново Орахово / Novo Orahovo, ruszinul Новe Орахово) falu a Szerbiában, a Vajdaságban, az Észak-bácskai körzetben, Topolya községben.

## Neve
Kezdetben a falu elnevezése Gunaras vagy Zentagunaras, amíg 1947 tavaszán a falu neve Orahovóra változik, de mivel Bosznia területén már létezett Orahovo nevű település, így ezt az elnevezést Novo Orahovo-ra módosították. Szerbül előfordul a Gunaroš elnevezés is.

## Fekvése
Zentagunaras Közép-Bácskában, Topolya község keleti részén a Topolya–Zenta regionális út mellett fekszik, 10 km távolságra az Újvidék–Szabadka autóúttól.
Földrajzi elhelyezkedése igen kedvező, mivel könnyen megközelíthető. A környékbeli városokkal és falvakkal kiaszfaltozott úthálózat köti össze a települést. A legfontosabb út amely keresztülhalad a településen a Topolyát és Zentát összekötő regionális út.

## Története
A falu eddig ismert történelme a zentai levéltárban fellelhető történelmi dokumentumok alapján vált ismertté. Az 1975-ös évben végeztek nagyobb arányú kutató és mentő ásatásokat ezen a területen, és egy 4. századi szarmata település nyomaira bukkantak. Ugyancsak a kutatások alapján megállapítható, hogy a nagy népvándorlás idejéről egy alaposabb kutatással és ásatással más itt élt népek nyomait lehetne feltárni. Találtak itt olyan sírokat is, amelyek a magyarság betelepedési korszakából származnak. Ezek a leletek a 10. századból származnak.
Írásos történelmi emlékek vannak arról, hogy a 13. században egy pusztai település alakult ki, egy pusztatemplom körül. A település akkori neve Likasegyháza volt. Ez valószínűleg csak a 16. század első feléig létezett, ugyanis az 1526-ban bekövetkezett és végzetes mohácsi csata után ezek a területek mind elnéptelenedtek.
A török pusztítás után nyomtalanul eltűnt mind a település, mind a lakossága, amelynek az életben maradt része valószínűleg a megkíméltebb mezővárosok irányába húzódtak, vagy felhasználva a pusztai lehetőségeket egy ideig még bujdosik. Ezt bizonyítják török kori összeírások, amelyekben sehol sem találhatunk erre a területre vonatkozó összeírásokkal, és ismerve a török harácslisták pontosságát, bizonyos, hogy adózó ház ezen a területen a 16. század második felében már nem volt.
A 16. századtól a 18. század második feléig üres pusztává válik a terület, ahol ember csak mint állattenyésztő fordul meg, rövidebb-hosszabb időre. A vándor-állattenyésztők nem telepednek le, mert így mentesülnek a zaklatásoktól, és az adózás különböző formáitól. A zentai csata utáni időszakban, a török hadak visszavonulásával, a Vajdaság mai területének felszabadításával fejlődésnek indultak egyes környező települések, megindult az újabbkori migráció. Jobb viszonyokat remélve jobbágyok telepednek le önként vagy telepítik őket erőszakkal Közép-Bácska területére. Ennek eredménye az is, hogy a puszta lassan kezdett benépesedni, és a 19. században már faluszerű település alakul ki a mai falu területén.
Az ezt megelőző időszakban csak a tanyacsoportok körül foglalkoztak földműveléssel, míg az állattenyésztés továbbra is a fő foglalkozás maradt. Ebből a korszakból származnak azok az út elnevezések, melyek az állattenyésztésre utalnak.
A 19. század második felében a bevándorlás tovább növekedett és egyre több lett a megművelt földterületek nagysága; ebben az időszakban a földművelés vált a fő foglalkozássá. A 19. század végén és a 20. század elején létrejöttek a nagybirtokok is, míg a helyi lakosság felszabadulva a jobbágysors alól zsellérré vált. Ezek a viszonyok egészen második világháború végéig, a szocialista rendszer kialakulásáig megmaradnak és ekkor a zsellérek földtulajdonosokká váltak.

## Demográfiai változások
| 1948 | 1953 | 1961 | 1971 | 1981 | 1991 | 2002 | 2011 |
| ---- | ---- | ---- | ---- | ---- | ---- | ---- | ---- |
| 3119 | 2859 | 2970 | 2673 | 2307 | 2263 | 2029 | 1768 |

## Külső hivatkozások
- Zentagunaras
- Zentagunaras történelme Archiválva 2009. június 26-i dátummal a Wayback Machine-ben
- Vajdaság Portál